# Pachylopidea
Pachylopidea is een geslacht van wantsen uit de familie van de Miridae (blindwantsen). Het geslacht werd voor het eerst wetenschappelijk beschreven door Eduard Wagner in 1968.

## Soorten
Het genus is monotypisch en bevat alleen de volgende soort:

- Pachylopidea asniensis (Wagner, 1962)